# Kamienica Celestyńska w Krakowie
Kamienica Celestyńska (także Kamienica Pod Łabędziem) – zabytkowa kamienica znajdująca się w Krakowie, w dzielnicy I Stare Miasto przy ulicy Grodzkiej 1, na Starym Mieście.

## Historia kamienicy
Kamienica została wzniesiona w XV wieku. Na początku XVII wieku została przebudowana. W latach 1624–1660 jej właścicielem był Jakub Celesta, kupiec handlujący ołowiem, miedzią i śledziami. Z tego okresu pochodzi tablica w kształcie listwy, na której znajdują się inicjały Jakuba – I.C.R.K. (Iacobus Celestus Rajca Krakowski) oraz herb rodzinny Cellestów z datą 1646 na portalu wejściowym. Kamienica spłonęła podczas wielkiego pożaru Krakowa w 1850. Dwa lata później została odbudowana. W 1885 dom zakupił Stanisław Wolf, na którego polecenie został on gruntownie przebudowany w latach 1906−1907. Po II wojnie światowej w podwórku kamienicy znajdowała się kawiarnia „Lilia”, będąca miejscem spotkań literatów i satyryków.